# Bernardino Olid
Bernardino Olid (Rocha, 1814 – Chuí, Brasil, 1864), militar del Partido Blanco de larga y destacada actuación.

## Biografía
Era hijo de William Olley, un inglés de Sussex que naufragó en las costas de Rocha, se quedó a vivir en la zona y se casó con María Candelaria Velásquez. Olid ingresó al Ejército en 1828 y ascendió rápidamente. Se vinculó al liderazgo de Manuel Oribe, combatió el levantamiento de Fructuoso Rivera en 1836 y marchó al exilio en 1838, tras la "resignación" (renuncia) de la Presidencia de la República por Oribe. Participó en la Guerra Grande de 1839 hasta 1851 y desde sus inicios y durante el Sitio de Montevideo, ocurrido entre 1843 y 1851, permaneció a las órdenes del Gobierno del Cerrito y combatió en la Batalla de India Muerta en 1845 con el grado de teniente coronel. En 1846 derrotó al colorado Fortunato Silva en San Carlos, lo que aumentó verticalmente su prestigio en la zona Este del país y le dio aristas de caudillo. Fue comandante de la Fortaleza de Santa Teresa. Tras el fin de la Guerra Grande continuó sirviendoen el Ejército, pero vinculado estrechamente a Oribe y a las figuras principales del Partido Blanco.
Fue luego jefe político de Maldonado hasta diciembre de 1856, cuando el presidente Gabriel Antonio Pereira lo destituyó por diferencias políticas (Olid apoyó la candidatura senatorial de Bernardo Berro contra su favorito, que era Atanasio Aguirre). Bajo las órdenes de Anacleto Medina combatió en 1858 la sublevación de César Díaz y participó en la sangrienta hecatombe de Quinteros. Pese a ello aumentó su prestigio, incluso entre sus adversarios, por la actitud que mantuvo entonces; gracias a sus esfuerzos se salvaron varios jefes revolucionarios entre los que se contaban José Manuel Pagóla y José Cándido Bustamante. En julio de 1858, ya con el grado de coronel, asumió la Jefatura Política de Minas. Apoyando abiertamente la candidatura presidencial de Bernardo Prudencio Berro, quien lo designó comandante militar y jefe de la Guardia Nacional, de Minas (1860).
Más tarde amplió estas responsabilidades militares como comandante de todas las fuerzas situadas al Este del país y en la fortaleza de Santa Teresa y el fuerte San Miguel. En 1863, iniciada la Cruzada Libertadora de 1863 de Venancio Flores, luchó en la batalla de Coquimbo bajo las órdenes de Servando Gómez e hizo la larga guerra civil, desdichada para su causa. Discrepó con su viejo amigo Berro cuando este, presuntamente, habló de prorrogar su mandato presidencial; Berro lo destituyó y le ordenó someterse a un consejo de guerra. Olid ignoró la orden y continuó combatiendo la sublevación del Partido Colorado. El 7 de febrero de 1864 atacó con éxito a tropas rebeldes comandadas por Antonio Olivera en el departamento de Rocha, pero en esa acción recibió una bala que le lesionó la columna vertebral. Falleció el 28 de ese mes y año en la estancia de un amigo, el mayor del ejército brasileño, José Rodrigues, en territorio de brasileño. muy cerca de la localidad de Chuí.

## Familia
Una de las hijas del Coronel Olid se llamaba Ventura M. Olid, la cual contrajo matrimonio con el periodista Constancio C. Vigil, los cuales entre otros, tuvieron un hijo al que Llamaron Constancio C. Vigil Olid, el cual se destacó como periodista y escritor, fundador de la editorial Atlántida, en Argentina y creador de infinidad de cuentos infantiles
- Datos: Q5726627